# Berryville (Virgínia)
Berryville é uma cidade  localizada no estado norte-americano de Virginia, no Condado de Clarke.

## Demografia
Segundo o censo norte-americano de 2000, a sua população era de 2963 habitantes. 
Em 2006, foi estimada uma população de 3186, um aumento de 223 (7.5%).

## Geografia
De acordo com o United States Census Bureau tem uma área de 
4,7 km², dos quais 4,7 km² cobertos por terra e 0,0 km² cobertos por água. Berryville localiza-se a aproximadamente 180 m acima do nível do mar.

## Localidades na vizinhança
O diagrama seguinte representa as localidades num raio de 20 km ao redor de Berryville. 